# Nuevo San Antonio, Las Margaritas
Nuevo San Antonio är en ort i Mexiko.   Den ligger i kommunen Las Margaritas och delstaten Chiapas, i den sydöstra delen av landet, 900 km öster om huvudstaden Mexico City. Nuevo San Antonio ligger 634 meter över havet och antalet invånare är 124.
Terrängen runt Nuevo San Antonio är kuperad. Runt Nuevo San Antonio är det ganska glesbefolkat, med 34 invånare per kvadratkilometer. Närmaste större samhälle är Santo Domingo de las Palmas, 17,2 km öster om Nuevo San Antonio. I omgivningarna runt Nuevo San Antonio växer i huvudsak städsegrön lövskog.